# Jessica Barboza
Jessica Cristina Barboza Schmidt (sinh ngày 14 tháng 8 năm 1987) là một người mẫu và nữ hoàng sắc đẹp.. Cô đã chiến thắng Hoa hậu Trái Đất Venezuela 2009 và Hoa hậu Quốc tế Venezuela 2010. Cô là Hoa hậu Trái Đất Venezuela cuối cùng do Tổ chức Sambil Model Venezuela chọn lựa và cấp phép tham gia cuộc thi.

## Hoa hậu Trái Đất Venezuela
Cô là đại diện chính thức của Venezuela tham dự cuộc thi Hoa hậu Trái Đất 2009 được tổ chức tại Boracay, Philippines vào ngày 22 tháng 11 năm 2009. Jessica đã thi đấu cùng 79 thí sinh khác. Kết quả cuối cùng, cô đoạt vương miện Hoa hậu Nước (tương đương Á hậu 2). Larissa Ramos, đại diện của Brazil là người chiến thắng cuộc thi năm đó.

## Hoa hậu Venezuela
Barboza tham dự Hoa hậu Venezuela 2010 với tư cách là Hoa hậu Distrito Capital. Tại đây, cô đoạt vương miện Hoa hậu Quốc tế Venezuela 2010.

## Hoa hậu Quốc tế
Một lần nữa, cô đại diện cho Venezuela tại Hoa hậu Quốc tế 2011 được tổ chức ở Thành Đô, Trung Quốc vào ngày 6 tháng 11 năm 2011. Cô đã giành danh hiệu Á hậu 1.